# Zoniopoda similis
Zoniopoda similis is een rechtvleugelig insect uit de familie Romaleidae. De wetenschappelijke naam van deze soort is voor het eerst geldig gepubliceerd in 1906 door Bruner.